# Rubiácea (kommun)
Rubiácea är en kommun i Brasilien.   Den ligger i delstaten São Paulo, i den södra delen av landet, 700 km söder om huvudstaden Brasília. Antalet invånare är 2 729.
Följande samhällen finns i Rubiácea:
- Rubiácea

Omgivningarna runt Rubiácea är en mosaik av jordbruksmark och naturlig växtlighet. Runt Rubiácea är det ganska glesbefolkat, med 32 invånare per kvadratkilometer.